# Chionochloa bromoides
Chionochloa bromoides là một loài thực vật có hoa trong họ Hòa thảo. Loài này được (Hook.f.) Zotov mô tả khoa học đầu tiên năm 1963.